# Лунду (правитель)
Лунду (*д/н — після 1622) — 1-й володар вождіства Лунду (Манганджа) в конфедерації Мараві.

## Життєпис
Походив з клану Фірі. Був небожем калонги Чидзонзі. після смерті останнього близько 1600 року вимушений був змиритися з обранням калонгою стриєчного брата Музури. Разом з іншим стриєчним братом Кафвіті очолив похід на південний захід.
Тут створив власне вождіство. При цьому спирався на клан банда. таким чином з самого початку знать народу чева з самого початку відігравала тут провідну роль. Деякий час підпорядковувався Кафвіті, а останній — калонзі. Проте невдовзі влада перейшла до Лунду, який змусив вождів Камангу, Чібісу, Кабвін (до того підкорялися кафвіті) визнати свою владу. Він значно розширив свої володіння, посунувши їх на заході до хребта Кірк, на півдні — до місця впадіння Шире в Замбезі, на сході — до узбережжя Індійського океану, завоювавши землі народів лоло. Межею його володінь стало вождіство на Макуа (в подальшому відоме як Утікуло). Йому підкорялися вожді Нгабу, Тенгані, Манхокве, Добву.
До 1608 року став досить самостійним, оскільки отримав власного сакрального очільника (великого шамана) Млаурі, якого поставив на чолі нового культу Мбона, завдяки чому зміг кинути виклик релігійній владі калонги Музури. Лунду встановив культи Мбони в горах Мічиру, Мпемба, Чоло, Морамбала, Малабві та Чипероні.
Лунду контролював торгівлю слоновою кісткою з португальським містом Сена і став другою (після калонги) за силою та впливом особою в Мараві. 1609 року зазнав поразки від з'єднаних сил Музури й португальців.
Відомо, що 1622 року Лунду наважився знову повстати, але зазнав невдачі. Дата смерті точно невідомо. Йому спадкував син або небіж, що отримав ім'я Лунду II. З цього часу лунду також позначало титул як це сталося з калонгою. Саме вождіство стало називатися держава Лунду або Манганджа.